# Dècada del 690
La dècada del 690 comprèn el període que va des de l'1 de gener del 690 fins al 31 de desembre del 699.

## Personatges destacats
- Justinià II, emperador romà d'Orient
- Lleonci II, emperador romà d'Orient